# Зеферхилс-Саут (Флорида)
Зеферхилс-Саут (англ. Zephyrhills South) — статистически обособленная местность, расположенная в округе Паско (штат Флорида, США) с населением в 4435 человек по статистическим данным переписи 2000 года.

## География
По данным Бюро переписи населения США статистически обособленная местность Зеферхилс-Саут имеет общую площадь в 4,92 квадратных километров, водных ресурсов в черте населённого пункта не имеется.

## Демография
| Год переписи        | Нас. |  | %±    |
| ------------------- | ---- |  | ----- |
| 1980                | 1986 |  | —     |
| 1990                | 2514 |  | 26,6% |
| 2000                | 4435 |  | 76,4% |
| 1980–2000 Источник: |      |  |       |

По данным переписи населения 2000 года в Зеферхилс-Саут проживало 4435 человек, 1451 семья, насчитывалось 2199 домашних хозяйств и 3651 жилой дом. Средняя плотность населения составляла около 901,42 человек на один квадратный километр. Расовый состав населённого пункта распределился следующим образом: 96,05 % белых, 0,74 % — чёрных или афроамериканцев, 0,36 % — коренных американцев, 0,36 % — азиатов, 0,02 % — выходцев с тихоокеанских островов, 1,87 % — представителей смешанных рас, 0,59 % — других народностей. Испаноговорящие составили 2,64 % от всех жителей статистически обособленной местности.
Из 2199 домашних хозяйств в 11,1 % воспитывали детей в возрасте до 18 лет, 58,3 % представляли собой совместно проживающие супружеские пары, в 5,9 % семей женщины проживали без мужей, 34,0 % не имели семей. 28,4 % от общего числа семей на момент переписи жили самостоятельно, при этом 19,0 % составили одинокие пожилые люди в возрасте 65 лет и старше. Средний размер домашнего хозяйства составил 2,02 человек, а средний размер семьи — 2,39 человек.
Население статистически обособленной местности по возрастному диапазону по данным переписи 2000 года распределилось следующим образом: 11,7 % — жители младше 18 лет, 3,9 % — между 18 и 24 годами, 15,1 % — от 25 до 44 лет, 22,3 % — от 45 до 64 лет и 47,0 % — в возрасте 65 лет и старше. Средний возраст жителей составил 63 года. На каждые 100 женщин в Зеферхилс-Саут приходилось 93,4 мужчин, при этом на каждые сто женщин 18 лет и старше приходилось 92,2 мужчин также старше 18 лет.
Средний доход на одно домашнее хозяйство статистически обособленной местности составил 23 483 доллара США, а средний доход на одну семью — 29 681 доллар. При этом мужчины имели средний доход в 26 771 доллар США в год против 20 395 долларов среднегодового дохода у женщин. Доход на душу населения статистически обособленной местности составил 23 483 доллара в год. 8,1 % от всего числа семей в населённом пункте и 12,5 % от всей численности населения находилось на момент переписи населения за чертой бедности, при этом 24,9 % из них были моложе 18 лет и 7,2 % — в возрасте 65 лет и старше.